# Tatra RT8D5
Tatra RT8D5 (RT8D5M) – typ tramwaju produkowanego w latach 1997–1999 w zakładach ČKD w Pradze w Czechach.

## Konstrukcja
RT8D5 to dwukierunkowy trójczłonowy tramwaj przystosowany do obsługi przystanków z wysokimi peronami, wyposażony w rozruch impulsowy. Wywodzi się z wozu Tatra KT8D5. Wóz wyposażony jest m.in. w klimatyzację.

## Dostawy
| Państwo        | Miasto         | Typ            | Lata dostaw    | Liczba | Numery taborowe |       |
| -------------- | -------------- | -------------- | -------------- | ------ | --------------- | ----- |
| Filipiny       | Manila         | RT8D5M         | 1998–2000      | 73     |                 | [ 4 ] |
| Łączna liczba: | Łączna liczba: | Łączna liczba: | Łączna liczba: | 73     |                 |       |

## Eksploatacja
Tramwaj RT8D5 przeznaczony jest dla szybkiej kolei miejskiej Manila Metro Rail Transit System w stolicy Filipin – Manili. 73 zamówione egzemplarze były ostatnim kontraktem firmy ČKD przed przejęciem jej przez firmę Siemens. Pierwszy prototypowy egzemplarz powstał w 1995 r. Dwa lata później został przetransportowany do Manili drogą lotniczą, pozostałe wozy wysłane zostały drogą morską. Eksploatowane są one w potrójnych składach.
Jeden prototypowy egzemplarz (nr 0029) pozostał w Pradze i uczestniczył w zleconych przez przewoźnika z Manili testach zderzeniowych. Polegały one na wykonaniu serii zderzeń z ciągniętym z różnymi prędkościami wozem Tatra T5A5 (nr 0013). Przebiegły one pozytywnie – testowany egzemplarz RT8M doznał tylko niewielkich uszkodzeń, przy całkowitym zniszczeniu wozu T5A5. Prototypowy egzemplarz pozostał w Pradze, jednak ze względu na niemożność jego wykorzystania (możliwa wyłącznie obsługa wysokich peronów) po kilku latach został zezłomowany.